# Alberto Garrandés
Alberto Garrandés (La Habana, 31 de enero de 1960) es un escritor, cuentista, novelista, ensayista, investigador y editor cubano. Es licenciado en Filología en 1983. Entre 1995 y 1999 fue editor-jefe en la Editorial Letras Cubanas del Instituto Cubano del Libro.

## Obra
Como uno de los más prolíficos y premiados de la generación llamada Los Novísimos, es autor de más de una veintena de títulos, en los géneros de cuento, novela y ensayo, entre los que se encuentran:
- Walkman (palimpsesto), (relatos), Ediciones Extramuros, Colección La Ceiba, 1992.
- Ezequiel Vieta y el bosque cifrado (ensayos), Letras Cubanas, 1993.
- La poética del límite. Sobre la cuentística de Virgilio Piñera (ensayos), Letras Cubanas, 1993. (Premio Nacional de la Crítica en 1994)
- Artificios (cuentos), Letras Cubanas, 1994. Contiene “Isabeau”, “Walkman” y “En la torre”. (Premio Nacional de la Crítica en 1995).
- Salmos paganos (cuentos), Ediciones Unión, 1996. Contiene “Durando”, “Mar de invierno” y “Kermesse”.
- Silencio y destino (ensayo sobre la novela Jardín, de Dulce María Loynaz), Letras Cubanas, 1996.
- Capricho habanero (novela), Letras Cubanas, 1997.
- Síntomas (ensayos), Ediciones Unión, 1999. (Premio Nacional de Ensayo de la UNEAC en 1998 y Premio Nacional de la Crítica en 2000).
- Los dientes del dragón (ensayos), Letras Cubanas, 1999.
- Cibersade (piezas narrativas), Letras Cubanas, 2002. Contiene “Cibersade”, “En el Grand Hotel”, “Durando”, “La representación”, “Brog” y “Veloz reanimación de la suicida”. (Premio Nacional de la Crítica en 2003).
- Fake (novela), Letras Cubanas, 2003. (Premio La Llama Doble 2002 de novela erótica).
- Presunciones (ensayos), Editorial Letras Cubanas, 2005.
- Las potestades incorpóreas (novela), Editorial Letras Cubanas, 2007. (Premio Alejo Carpentier de novela 2007).
- La mirada crítica (ensayos), Ediciones Cauce, Colección Saturno 2008.
- El concierto de las fábulas (ensayos), Editorial Letras Cubanas, 2008. (Premio Alejo Carpentier de ensayo 2008).
- Rapunzel y otras historias (cuentos), Ediciones Holguín, Colección Ítaca, 2009. Contiene: “La noche de Paprika Johnson”, “Morgan, Cinderella y el tigre de Bengala”, “”Pentimento”, “Rapunzel”, “El hombre de Uqbar” y “La Pinacoteca”.
- Días invisibles (novela), Editorial Oriente, 2009. (Premio Plaza Mayor de Novela).
- La lengua impregnada (ensayos), Editorial Letras Cubanas, 2011.
- Las nubes en el agua (novela), Ediciones Unión, 2011. (Premio Italo Calvino de novela 2010).[3]
- Kashmir (Prosas poemáticas), Ediciones San Librario, Bogotá, 2012.
- Sexo de cine. Visitaciones y goces de un peregrino, (ensayo) Ediciones ICAIC, 2012. (Premio de la Crítica Literaria 2012).
- La reina sobrecogida, Ediciones Isla de los Libros, Colombia, 2013.
- Body art, Editorial Letras Cubanas, 2014
- El ojo absorto. Notas sobre el cuerpo en el cine (ensayos), Ediciones ICAIC, 2014.

Destaca también en las labores de antologador, a través de títulos como:
- El cuerpo inmortal. Cuentos eróticos cubanos, 1997.
- Poco antes del 2000. Cuentistas cubanos en las puertas del nuevo siglo, Letras Cubanas, 1997.
- Bersi la morte. Diez cuentos cubanos del fin del milenio, Baldini y Castoldi, Milán, Italia, 1999.
- Aire de luz. Cuentos cubanos del siglo veinte, Letras Cubanas, 1999.
- Tres relatos góticos, Editorial Arte y Literatura, 2003.
- El cuerpo inmortal revisitado. 2.ª edición corregida y aumentada, Letras Cubanas, 2004.
- Aire de luz. Cuentos cubanos del siglo veinte. 2.ª edición aumentada, Letras Cubanas, 2004.
- Mundos extraños. Narraciones clásicas de lo fantástico y lo sobrenatural. Editorial Arte y literatura, 2008.
- Donde su fuego nunca se apaga. Editorial Gente Nueva, 2009.
- La ínsula fabulante. 50 años del cuento cubano: 1959-2008, Editorial Letras Cubanas, 2009. Colección 50 Aniversario del Triunfo de la Revolución.
- Cuentos maravillosos y escalofriantes. Editorial Gente Nueva, 2010.
- Instrucciones para cruzar el espejo. Cuentos homoeróticos cubanos. Editorial Letras Cubanas, 2010.
- El gato negro y otros cuentos. Editorial Arte y Literatura, 2010.
- Cuentos de amor y desamor. Editorial Gente Nueva, 2012.
- Una pasión en el desierto y otros cuentos de amor. Editorial Arte y Literatura, 2012.
- Cuentos raros y terroríficos. Editorial Gente Nueva, 2013.

Y como prologuista en las ediciones cubanas como:
- Drácula de Bram Stoker, Editorial Arte y Literatura, 1999.
- La edad de la inocencia de Edith Wharton, Editorial Arte y Literatura, 1999.
- El amante de Lady Chatterley de D. H. Lawrence, Editorial Arte y Literatura, 1999.
- Relatos, de Edgar Allan Poe, Editorial Arte y Literatura, 1999.
- La muerte en Venecia y Las cabezas trocadas, de Thomas Mann, Editorial Arte y Literatura, 2000.
- Lolita de Vladimir Nabokov, Editorial Arte y Literatura, 2002.
- Tres cuentos, de Gustave Flaubert. Editorial Arte y Literatura, 2003.
- El retrato de Dorian Gray de Oscar Wilde. Editorial Arte y Literatura, 2004.
- Las damas blancas de Worcester, de Florence L. Barclay, Editorial Gente Nueva, 2005.
- Aquelarre, de Ezequiel Vieta, Editorial Letras Cubanas, 2006.
- Casi todo, antología personal de María Elena Llana, Ediciones Unión, 2007.
- Onoloria y otros relatos, de Miguel Collazo, Letras Cubanas, 2007.
- Rip van Winkle, de Washington Irving, Editorial Gente Nueva, 2007.
- El pantano de la Luna y otros relatos, de H. P. Lovecraft. Gente Nueva, 2009.
- Búscate en mí, antología de la poesía mística española. Editorial Gente Nueva, 2012.

En 2005 se le confirió la Distinción por la Cultura Nacional.